# Fredonia (Biscoe)
Fredonia (Biscoe) è un comune degli Stati Uniti d'America, situato in Arkansas, nella contea di Prairie.